# Théodore Maillot
Pour les articles homonymes, voir Maillot.

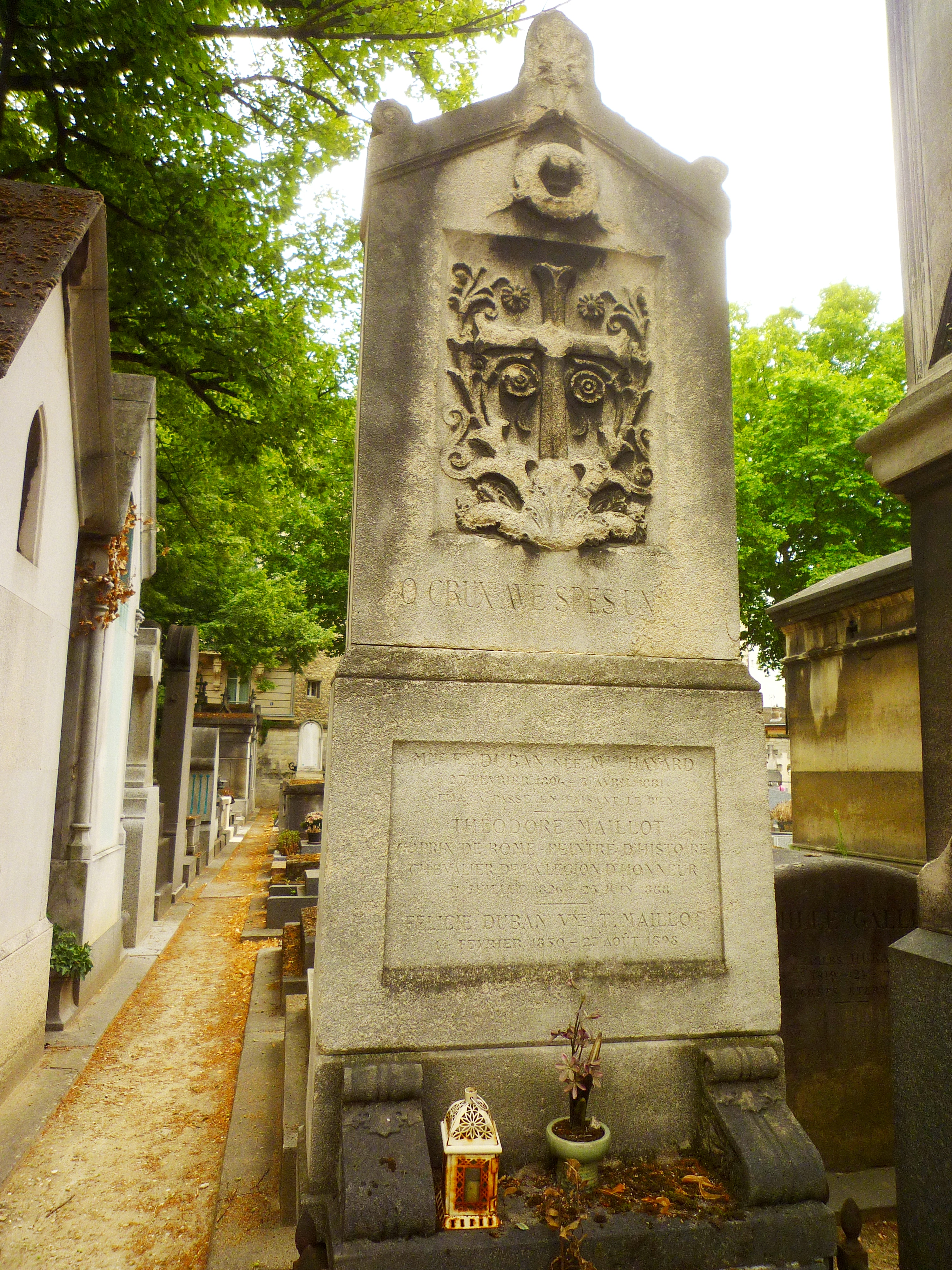
Sépulture de Théodore Maillot au cimetière du Montparnasse (div. 19) à Paris.

Théodore-Pierre-Nicolas Maillot, né le 30 juillet 1826 à Paris et mort le 25 juin 1888 dans la même ville, est un peintre français.

## Biographie
Théodore Maillot naît le 30 juillet 1826 dans l'ancien 10e arrondissement de Paris,,,,. Il est le fils de Nicolas Sébastien Maillot, capitaine adjudant major et peintre, et d'Émilie Carlier. Son frère Charles Désiré Claude Maillot est également artiste peintre.
Il entre à l'École des beaux-arts de Paris le 27 septembre 1843 dans les ateliers de François-Édouard Picot et de Michel Martin Drolling,,. Il obtient un 2e prix de Rome en 1850 et expose au Salon à partir de 1852.
En 1854, il remporte le premier grand prix de Rome avec Abraham lavant les pieds aux trois anges.
Il est médaillé au Salon de 1867 et décoré de la Légion d'honneur en 1870,.
Jusqu'en 1876, il envoie au Salon plusieurs portraits et divers tableaux d'histoire et scènes religieuses.
En 1882, il épouse Anne Charlotte Félicie Duban, fille de Félix Duban.
Théodore Maillot meurt le 25 juin 1888 dans sa ville natale, à son domicile au 11, rue Marceline-Desbordes-Valmore dans le 16e arrondissement. Il est inhumé au cimetière du Montparnasse (19e division).

## Œuvres
- Amiens, cathédrale Notre-Dame, chapelle du Sacré-Cœur :
  - Sainte Marguerite-Marie Alacoque ;
  - Saint François de Sales ;
  - Saint Thomas d'Aquin ;
  - Saint Bernard ;
  - Le Chef de saint Jean-Baptiste ;
  - Saint Jean-l’Évangéliste ;
  - Saint Pierre ;
  - La Vierge Marie ;
  - Saint Joseph ;
  - Saint Paul ;
  - Saint Augustin ;
  - Saint Ignace de Loyola.
- Paris :
  - École nationale supérieure des beaux-arts :
    - Abraham lavant les pieds aux trois anges, 1854, huile sur toile, 113,5 × 145 cm, [2],[3],[10]. premier grand prix de Rome[11] ;
    - Apothéose et transport des reliques de saint Marcel[12] ;

  - église Saint-Jacques-du-Haut-Pas :
    - Les Trois Vertus théologales ou Le Martyre de Saint-Jacques, projet de retable pour la chapelle Saint-Jacques, dans l’église Saint-Jacques-du-Haut-Pas [4] ;

  - église Saint-Jean-Baptiste de Belleville, transept nord :
    - Scènes de la vie de saint Jean-Baptiste (Baptême du Christ ; Prédication de Jean - scène centrale ; Décapitation de Jean) ;
    - L'Incrédulité de saint Thomas[2],[3] ;
    - La Sainte-Famille, d'après Andrea del Sarto[3] ;
    - Saint Rémi[2],[3] ;
    - Le Christ et la Samaritaine[2] ;
    - Fénelon pendant la bataille de Malplaquet.

  - Panthéon : Les Miracle de sainte Geneviève.

Œuvres de Théodore Maillot
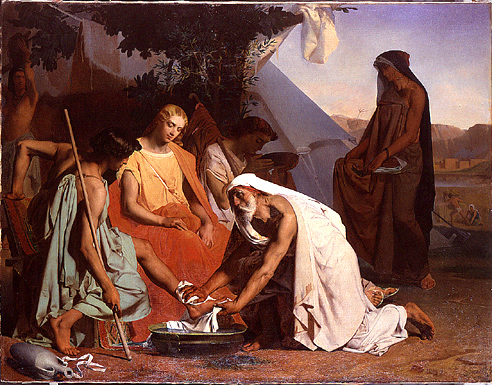
Abraham lavant les pieds aux trois anges (1854), Paris, École des beaux-arts.
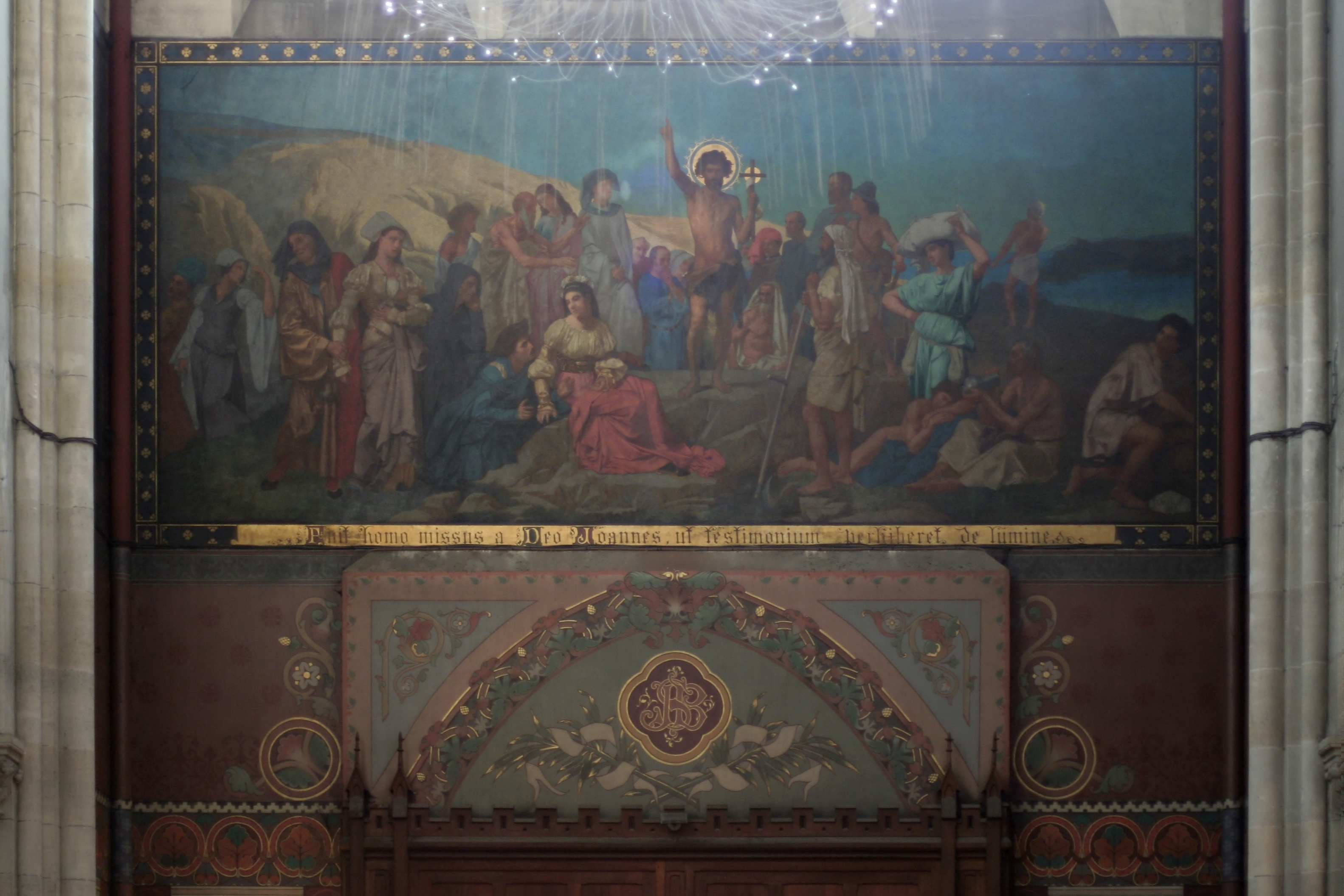
La Prédication de Jean, Paris, église Saint-Jean-Baptiste de Belleville.
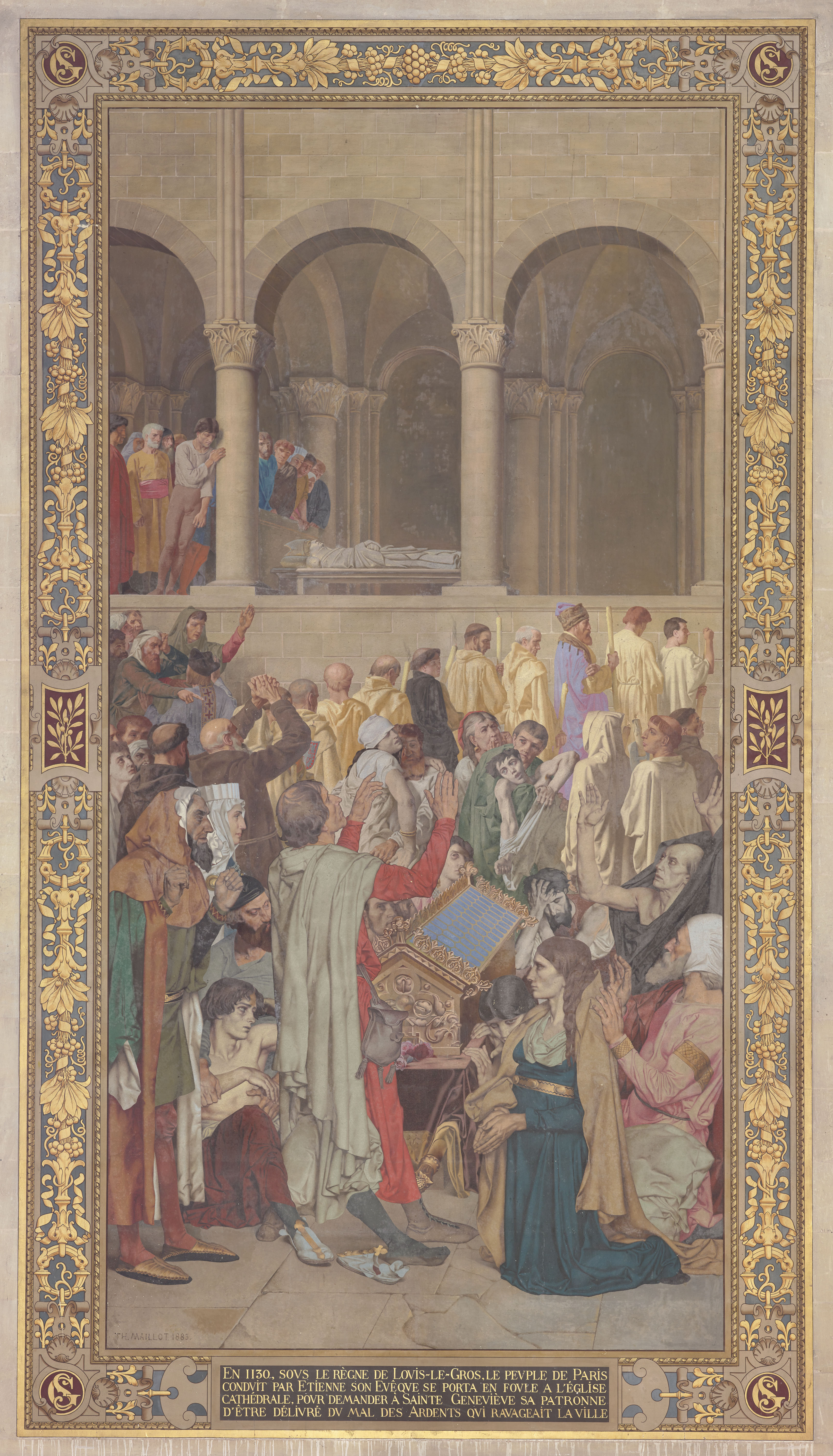
Les Miracles de sainte Geneviève (1885), Paris, Panthéon.

## Élèves
- Alexandre-Claude-Louis Lavalley (1862-1927), prix de Rome en 1891.
- Georges Roussel (1860-1928).

## Distinctions
- Chevalier de la Légion d'honneur (1870)